# Diocese de Aurangabad
A Diocese de Aurangabad  (Latim:Dioecesis Aurangabadensis) é uma diocese localizada no município de Aurangabade, no estado de Maarastra, pertencente a Arquidiocese de Nagpur na Índia. Foi fundada em 17 de dezembro de 1977 pelo Papa Paulo VI. Com uma população católica de 16.903 habitantes, sendo 0,1% da população total, possui 27 paróquias com dados de 2020.

## História
Em 17 de dezembro de 1977 o Papa Paulo VI cria a Diocese de Aurangabad através dos territórios da Diocese de Amravati e da Arquidiocese de Hyderabad.

## Lista de bispos
A seguir uma lista de bispos desde a criação da diocese em 1977.
|                 | Nome                 | Período     | Notas            |
| Bispos          | Bispos               | Bispos      | Bispos           |
| --------------- | -------------------- | ----------- | ---------------- |
| 6º              | Bernard Lancy Pinto  | 2024-       | Atual            |
| 5º              | Ambrose Rebello      | 2015 - 2024 | Bispo emérito    |
| 4º              | Edwin Colaço         | 2006 - 2015 | Bispo emérito    |
| 3º              | Sylvester Monteiro   | 1999 - 2005 | Faleceu no cargo |
| 2º              | Ignatius D'Cunha     | 1989 - 1998 |                  |
| 1º              | Dominic Joseph Abreo | 1977 - 1987 | Faleceu no cargo |
| Bispo coadjutor |                      |             |                  |
|                 | Bernard Lancy Pinto  | 2023 - 2024 |                  |